# Europäische Badminton-Hochschulmeisterschaft 2011
Die Europäische Badminton-Hochschulmeisterschaft 2011 fand vom 21. bis zum 25. Juni 2011 in Charkiw statt. Es war die achte Austragung der Titelkämpfe.

## Sieger und Platzierte
| Disziplin    | Gold                                                                  | Silber                                                               | Bronze                                                                 |
| ------------ | --------------------------------------------------------------------- | -------------------------------------------------------------------- | ---------------------------------------------------------------------- |
| Herreneinzel | Dmytro Zavadsky Universität Charkiw                                   | Lucas Claerbout Universität Bordeaux                                 | Denis Grachev Staatliche Universität des Fernen Ostens                 |
| Herreneinzel | Dmytro Zavadsky Universität Charkiw                                   | Lucas Claerbout Universität Bordeaux                                 | Sylvain Ternon Universität Rouen                                       |
| Dameneinzel  | Kim Buss Universität Duisburg-Essen                                   | Elena Prus Universität Charkiw                                       | Mariya Ulitina Dnipropetrovsk National Metallurgical Academy           |
| Dameneinzel  | Kim Buss Universität Duisburg-Essen                                   | Elena Prus Universität Charkiw                                       | Natalya Voytsekh Dnipropetrovsk National Metallurgical Academy         |
| Herrendoppel | Vitaliy Konov Dmytro Zavadsky Universität Charkiw                     | Evgeny Dremin Denis Grachev Staatliche Universität des Fernen Ostens | Christoph Heiniger Thomas Heiniger Universität Bern                    |
| Herrendoppel | Vitaliy Konov Dmytro Zavadsky Universität Charkiw                     | Evgeny Dremin Denis Grachev Staatliche Universität des Fernen Ostens | Antoine Bebin Sylvain Ternon Universität Rouen                         |
| Damendoppel  | Elena Prus Anna Kobceva Universität Charkiw                           | Mariya Ulitina Natalya Voytsekh Universität Charkiw                  | Kim Buss Laura Ufermann Universität Duisburg-Essen                     |
| Damendoppel  | Elena Prus Anna Kobceva Universität Charkiw                           | Mariya Ulitina Natalya Voytsekh Universität Charkiw                  | Mona Reich Sandra Emrich Universität Mainz                             |
| Mixed        | Evgeny Dremin Evgenia Dimova Staatliche Universität des Fernen Ostens | Till Zander Astrid Hoffmann WG Hamburg                               | Georgiy Natarov Anna Kobceva Universität Charkiw                       |
| Mixed        | Evgeny Dremin Evgenia Dimova Staatliche Universität des Fernen Ostens | Till Zander Astrid Hoffmann WG Hamburg                               | Stepan Yaroslavtsev Anastasia Chervyakova Universität Nischni Nowgorod |
| Team         | Staatliche Universität des Fernen Ostens                              | Dnipropetrovsk National Metallurgical Academy                        | Universität Charkiw                                                    |
| Team         | Staatliche Universität des Fernen Ostens                              | Dnipropetrovsk National Metallurgical Academy                        | Universität Nischni Nowgorod                                           |